# Palazzo Orsini (Bomarzo)
Il Palazzo Orsini è una struttura difensiva e residenziale sita nel comune di Bomarzo. Costruito a partire dal XVI secolo sui resti di un più antico castello medievale, fu poi rimaneggiato fino alla fine dell'Ottocento.

## Storia

### Gli Orsini
Nel 1519 Giovanni Corrado Orsini, signore di Bomarzo, incaricò l'architetto senese Baldassarre Peruzzi di progettare un nuovo palazzo sulla struttura di un'ala del vecchio castello della città. L'anno dopo, in seguito alle seconde nozze di Gian Corrado con Clarice Orsini, i lavori ricevettero nuovo impulso sotto la direzione dello stesso Peruzzi e del di lui fratellastro, il pittore Pietro Antonio di Andrea.
I lavori, tuttavia, non erano ancora finiti nel 1526, tanto che nel suo testamento Giovanni Corrado prescrisse ai figli di portarli a termine. Infatti, in seguito alla sua morte (1535), il progetto fu preso in mano dal secondogenito Pier Francesco, detto Vicino. Al suo impegno si devono la loggia e l'appartamento della galleria, in origine destinato a lui ed a sua moglie, Giulia Farnese, oggi adibito a sede del municipale.
Dopo la morte della Farnese i due figli e le rispettive mogli si insediarono nel palazzo: al pianterreno dell'ala del Peruzzi si stabilirono Corradino e Margherita Sabella; al primo piano Marzio e Porzia Vitelli. Ancora oggi si possono ammirare gli stemmi degli Orsini e dei Vitelli e i castelli delle rispettive famiglie, dipinti da Orazio Bernardo di Domenico.

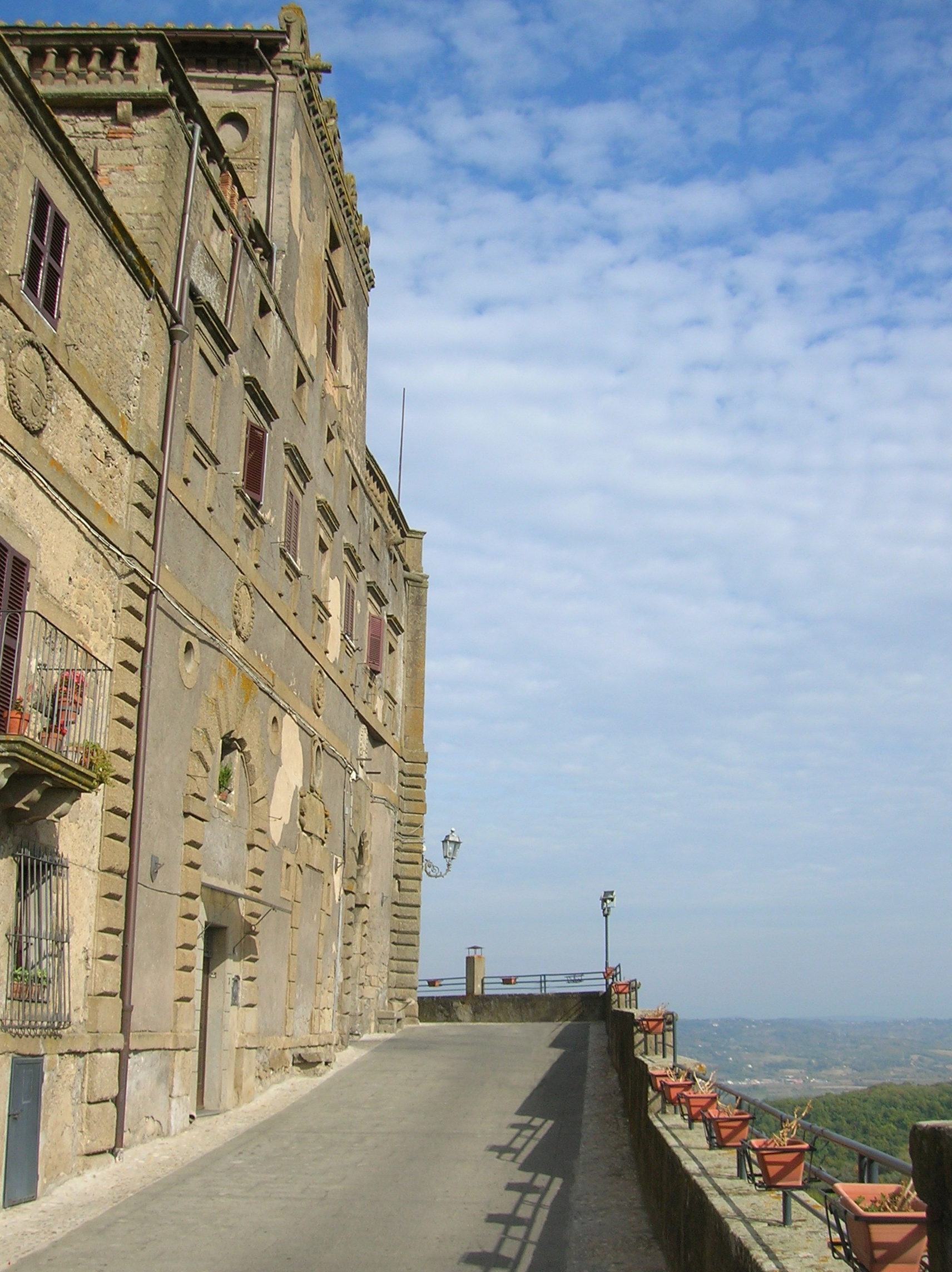
Uno scorcio del palazzo

Nel 1564 Annibale Caro fu incaricato di dipingere una gigantomachia nella loggia del palazzo, ma di questa opera, forse mai realizzata, non rimangono tracce.

### I Lante della Rovere
Nel 1645 il nobile Ippolito Lante della Rovere rilevò a causa di alcuni debiti contratti dagli Orsini il feudo di Bomarzo e con esso il palazzo. Dopo averlo modificato con la realizzazione del salone al primo piano, vi fece realizzare tra il 1660 ed il 1661 l'Allegoria della Guerra e della Pace, grande affresco eseguito per mano di Lorenzo Berrettini, figlio di Pietro da Cortona.
Tra le opere volute dai Lante vi sono inoltre la Scaletta o Scala Segreta e il rimaneggiamento della Cappella, nel cui altare furono inserite le spoglie di San Moderato, un santo locale vissuto nel XVII secolo.

### I Borghese
Nel 1836 i Borghese subentrarono ai Lante nel dominio di Bomarzo. Lasciarono anche loro il segno del loro passaggio nel palazzo, facendo affrescare la Saletta con le vedute dei castelli di Mugnano, Chia ed Attigliano.

### Il Comune
Soltanto nel secondo dopoguerra il Comune di Bomarzo poté appropriarsi del palazzo, eleggendolo subito a sua sede.
Nel 2003 è stato oggetto di restauri finanziati dal Comune, dalla Regione Lazio, e da fondi dell'Unione europea.